# Lewis Trondheim

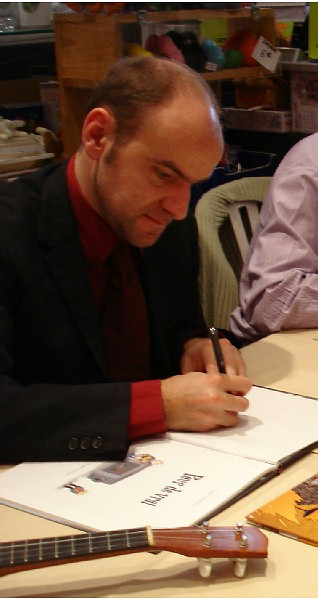
Lewis Trondheim

Lewis Trondheim (Fontainebleau, 11 december 1964) is een Frans striptekenaar en cartoonist. Zijn partner is Brigitte Findakly, die werkt als inkleurder van strips (waaronder ook strips van Lewis Trondheim). Trondheim maakte een grote hoeveelheid strips met veel collega-tekenaars als Joann Sfar, Christophe Blain en Jean-Christophe Menu. Begin jaren negentig was hij een van de medeoprichters van de stripuitgeverij L'assocation.
Bekende reeksen van de tekenaar zijn Donjon en Kobijn.
Stripinformatieblad Zozolala gaf in Nederland het eerste vertaalde verhaal uit, de autobiografische strip Net Echt. Uitgeverij Oog & Blik bracht in 2008 het vervolg op deze autobiografie uit, De Vloek van de Paraplu.
Trondheim ontving de grote prijs van Angoulême in januari 2006.